# راؤول ليون
راؤول ليون (بالإسبانية: Raúl León)‏ هو مجدف كوبي، ولد في 8 مارس 1970 في مقاطعة فيلا كلارا في كوبا.

## وصلات خارجية
- راؤول ليون على موقع الاتحاد الدولي للتجديف (الإنجليزية)
- راؤول ليون على موقع اللجنة الأولمبية الدولية (الإنجليزية)
- راؤول ليون على موقع أوليمبيديا (الإنجليزية)